# Блок-Пост Потайка
Блок-Пост Пота́йка (рос. Блок-Пост Потайка) — селище у складі Могочинського району Забайкальського краю, Росія. Входить до складу Амазарського міського поселення.

## Населення
Населення — 3 особи (2010; 4 у 2002).
Національний склад (станом на 2002 рік):
- татари — 75 %